# Emil Gasser
Emil Gasser (* 8. Dezember 1847 in Idstein; † 13. April 1919 in Marburg) war ein deutscher Anatom und Hochschullehrer.

## Leben
Gasser besuchte das spätere Lessing-Gymnasium (Frankfurt am Main). Nach dem Abitur studierte er ab 1868 an der Ruprecht-Karls-Universität Heidelberg und der Philipps-Universität Marburg Medizin. 1869 wurde er Corpsschleifenträger der Teutonia zu Marburg. Zu seinen akademischen Lehrern zählten Guido Richard Wagener und Nathanael Lieberkühn. 1872 wurde er Assistent am Anatomischen Institut der Universität Marburg. 1873 erfolgte seine Promotion. 1874 habilitierte er sich für Anatomie. 1883 wurde er zum außerordentlichen Professor ernannt. Von 1884 bis 1887 war er ordentlicher Professor für Anatomie an der Universität Bern. Anschließend erhielt er den Lehrstuhl für Anatomie an der Universität Marburg, wo er gemeinsam mit dem Chirurgen Eugen Enderlen auch Operationskurse leitete und 1906 einen stereoskopischen Atlas zur Hernienlehre veröffentlichte.
Während des Ersten Weltkriegs, von 1914 bis 1917, war Gasser als Oberstabsarzt im Felde tätig. Er veröffentlichte insbesondere entwicklungsgeschichtliche Arbeiten.

## Ehrungen
- Ernennung zum Geheimen Medizinalrat (1897)

## Schriften
- mit Adolf Ferber: Experimentelle Untersuchungen über die Wirkung der Fingerstrecker. 1876–1877.
- Beobachtungen über die Entstehung des Wolff’schen Ganges bei Embryonen von Hühnern und Gänsen. In: Archiv für mikroskopische Anatomie 14 (1877), S. 442–459. doi:10.1007/BF02933998.
- Der Primitivstreifen der Vogelembryonen. 1879.
- Die Entstehung der Cloakenöffnung bei Hühnerembryonen. In: Archiv für Anatomie und Physiologie. Anatomische Abtheilung. 1880, S. 297–319.
- Beiträge zur Kenntniss der Vogelkeimscheibe. 1882.
- Zur Entwicklung von Alytes obstetricans. 1882.
- mit Eugen Enderlen: Stereoskopbilder zur Lehre von den Hernien. 1906.